# Danza contemporánea del tumàka't
La Danza Contemporánea del tumàka't es una compañía de danza contemporánea fundada en 2007, por Vania Duran, quien trabaja en promover la danza contemporánea en el sur de México.

## La compañía
La compañía de tumàka't (en minúsculas)  se basa en Mérida, Yucatán. Además de las presentaciones, la creación y presentar trabajos originales, promover la danza contemporánea en la región a través de y residencias artísticas. Las clases son generalmente para bailarines profesionales y las otras en teatro. Cabe destacar que la compañía ha impartido clases en colaboración con FONCA y ha tenido instructores de México,  Argentina, Estados Unidos, Venezuela e Inglaterra, con bailarines como Cecilia Colaeria, John Jasperse, Kristie Simpson, Jeremy Nelson, Luis Lara y Alicia Sánchez. También se imparten talleres para niños en Ciudad de México.
Vania Duran continua a cargo de la dirección de tumàka't. Nació en Benque Viejo del Carmen, Belice en 1976, recibió su BFA en danza moderna en la Universidad de Utah y una maestría en artes de la administración en la  Universidad de Barcelona. También entrenó en la Escuela de Ballet Alejo Carpentier en La Habana, Cuba. A lo largo de su trabajo con tumàka't, se ha presentado en Al Sur Danza, el Festival Internacional Cervantino, el Rastro Dance Company en Nueva York y en Repertory Dance Company y Performing Dance Company en Lago Salado.
Aparte de Duran, los miembros y profesores de la compañía incluyen a Manuel Fajardo, Verónica Santiago, Melisabel Correa, Christian Ramírez, Patricia Marín, Fernando Melo, Angelle Hebert, Phillip Kraft, Diana Szeinblum (coreógrafa invitada), Luis Biasotto (coreógrafo invitado) Mauricio Ascencio (escenógrafo, luces y vestuario), Vladimir Rodríguez (coreógrafo invitado), Julieta Valero (coreógrafo y bailarín), Sebastián Verea (compositor), Eun Jung Choi (coreógrafo invitado) y Fanny Ortíz (bailarina).
La compañía ha trabajado con artistas profesionales externos, como el director argentino Luis Biasotto.

## Presentaciones
La compañía tumàka't se ha presentado regularmente por toda la Península de Yucatán como parte del programa itinerario patrocinado por la Ciudad de Mérida. Así como en festivales en México, Colombia, Panamá, Belice, Venezuela y España. Estos festivales incluyen el Festival de Danza Contemporánea Oc-‘Ohtic, el Festival Otoño Cultural y el Festival de las Artes en Mérida, Muestra Internacional de Danza de Oaxaca en el Teatro de la Danza, Festival Puro Teatro en 2010, Festival Internacional Cervantino en 2011, el Festival de las Revueltas en Durango, Festival Internacional de Danza (en la Museo de la Reina Sofía en Madrid in 2012), en el Festival Impulso en Colombia en 2013. También ha recorrido seis estados del sur de México como parte del Circuito de Artes Escénicas de la Zona Sur.

## Lista de producciones
Las producciones pueden incluir presentaciones de arte, e interacciones con objetos a lo largo del baile.
Las producciones de la compañía incluyen:
- Brins, (primer proyecto)[9]
- Buenas intenciones en 01:19:00 (1 minuto 19 segundos)[4]
- El lagarto de humo[9]
- Make / Believe[9]
- Panorámica (patrocinado por una donación por parte de Programa de Iberescena en 2011) .[3][10]
- Yo antes es hora[7]
- Rua do Lavradio o La distancia más larga entre dos puntos[9]
- Sutura[9]
- Tubos[9]
- Yo, antes es ahora[9]